# Paragraf 175
Paragraf 175 německého trestního zákoníku existoval od 1. ledna 1872 (kdy vstoupil v platnost říšský trestní zákoník) do 11. června 1994. Trestal sexuální styky mezi osobami mužského pohlaví. Do roku 1969 trestal rovněž "nepřirozené smilstvo se zvířaty" (od 1935 vyčleněn do § 175b). Celkově bylo na jeho základě odsouzeno asi 140 000 osob. V roce 1935 zpřísnili národní socialisté § 175, mj. zvýšením maximálního trestu ze šesti měsíců na pět let vězení. Kromě toho byl trestný čin pohlavního styku rozšířen na veškeré „nemravné“ (unzüchtig) jednání. Nově zavedený § 175a určoval pro některé "závažné" případy trest od jednoho do deseti let odnětí svobody. Bývalá NDR se v roce 1950 vrátila zpět k původní verzi § 175, ale zároveň trvala na dalším uplatňování ustanovení § 175a. Od konce 50. let již homosexualita mezi dospělými nebyla postihována. V roce 1968 vstoupil v NDR v platnost nový trestní zákoník, který v § 151 trestal již jen homosexuální styky s mladistvými, a to jak pro muže tak i pro ženy. V roce 1988 byl tento paragraf zrušen. Spolková republika Německo naopak udržela po dvě desetiletí v platnosti verze paragrafů 175 a 175a z období národního socialismu. V roce 1969 došlo k první reformě a v roce 1973 k druhé. Od té doby byly trestané pouze homosexuální styky mužů pod 18 let, zatímco zákonný věk pro lesbické a heterosexuální vztahy byl stanoven na 14 let. V 80. letech se zelení neúspěšně pokoušeli o změnu, avšak § 175 byl zrušen až v roce 1994. Tím pádem po sjednocení Německa v roce 1990 existovaly na jeho území dvě odlišné situace v západní části a v nových spolkových zemích.

## Historie
1. ledna 1872 vstoupil v platnost trestní zákoník sjednoceného Německého císařství a s ním i § 175 trestající pohlavní styk mezi muži. Minimální trest činil jeden den, maximální doba trestu byla šest měsíců. Ztráta občanských práv mohla zahrnovat odebrání doktorského titul nebo odnětí aktivního a pasivního volebního práva. V roce 1897 byl založen Vědecko-humanitární výbor (Wissenschaftlich-humanitären Komitee), v jehož čele stál Magnus Hirschfeld, který prosazoval teze o vrozené povaze homosexuálů a vystupoval proto proti § 175. V petici se podařilo sesbírat na 6000 podpisů. O rok později však návrh levicové SPD na vyškrtnutí paragrafu v říšském sněmu neprošel. Později plánovala vláda rozšířit paragraf též na postihnutí sexuálních styků mezi ženami. Návrh měl jít do říšského sněmu v roce 1917, ovšem průběh první světové války a zánik Německého císařství tuto iniciativu zhatily.
Také v období Výmarské republiky proběhly pokusy o zrušení paragrafu, ovšem levice nezískala potřebnou většinu.
V období nacistického Německa došlo naopak k jeho zpřísnění. V roce 1935
bylo provinění předefinováno z přestupku na trestný čin a tím se zvýšil maximální trest na pět let vězení. Navíc se nevztahoval pouze na samotnou soulož, ale i na možnost, že by k takovému činu mohlo dojít, takže samotný kontakt ani nemusel proběhnout. Dále byl vytvořen samostatný § 175a, který postihoval „těžké smilstvo“ (schwere Unzucht) s trestem odnětí svobody od jednoho do deseti let. Mezi ně patřily zneužití závislého vztahu, homosexuální vztahy mezi muži mladšími 21 let a mužská prostituce. Trestný čin nepřirozeného smilstva se zvířaty byl přemístěn do § 175b. Oficiálně byla novela § 175 zdůvodněna zájmem o morální zdraví lidu, ve skutečnosti se jednalo o následek vnitrostranického boje proti Ernstu Röhmovi. Nacionální socialisté museli brát ohled na konzervativní hodnoty zejména katolického obyvatelstva. Homosexualita Ernsta Röhma byla veřejným tajemstvím a rovněž se šířily zvěsti o vztahu říšského vůdce hitlerjugend Baldura von Schiracha s členem hitlerjugend Jürgenem Ohlsenem, který hrál v propagandistickém filmu Hitlerjunge Quex hlavní roli. Toto zpřísnění vedlo k nárůstu počtu odsouzených. Takto odsouzení museli nosit růžový trojúhelník.
Po druhé světové válce byl vývoj v obou částech rozděleného Německa odlišný. V sovětské okupační zóně byl právní vývoj nejednotný. Zatímco vláda Durynska v roce 1945 zmírnila paragrafy 175 a 175a, v ostatních zemích zůstal paragraf ve znění z roku 1935. V roce 1946 oznámil právní výbor magistrátu Berlína, aby § 175 nebyl převzat do nového trestního zákoníku, ovšem toto doporučení nebylo přijato. Pro Sasko-Anhaltsko rozhodl Vrchní zemský soud v Halle v roce 1948, že paragrafy 175 až 175b jsou typickou nespravedlností národního socialistismu a homosexuální jednání by mělo být trestáno podle úpravy před rokem 1935. V roce 1950 rozhodl odvolací soud v Berlíně pro celou NDR, že se § 175 vrací do podoby před rokem 1935. Novela trestního zákona z roku 1957 umožňovala upustit od trestního stíhání, pokud nedovolené jednání nepředstavovalo žádné nebezpečí pro socialistickou společnost. Tím byla platnost § 175 de facto zrušena, neboť berlínský odvolací soud zároveň rozhodl, že při posuzování všech činů spadajících pod tento paragraf se má přihlížet k malichernosti tohoto přečinu.
Homosexuální akty mezi dospělými zůstávaly tedy od konce 50. let beztrestné. V roce 1968 NDR přijala vlastní trestní zákoník. V něm § 151 trestal odnětím svobody až na tři roky dospělou osobu, která vykoná sexuální akt s nezletilou osobou (tj. mladší 18 let) stejného pohlaví. Tím byl zároveň trestný i pohlavní styk mezi ženami a dívkami mladšími 18 let. 11. srpna 1987 zrušel Nejvyšší soud NDR rozsudek podle § 151 s odůvodněním, že homosexualita stejně jako heterosexualita tvoří různé varianty sexuálního chování. O rok později byla parlamentem NDR přijata 5. novela trestního zákona, která rušila § 151. Zákon vstoupil v platnost 30. května 1989. Od té doby platila na území NDR stejná hranice 16 let zákonného pohlavního styku pro homosexuály i heterosexuály.
Vývoj ve staré Spolkové republice byl odlišný. V roce 1949 byl § 175 přijat v rámci trestního zákoníku bez úprav ve znění z roku 1935. Od poloviny 60. let však docházelo vzhledem ke změnám ve společnosti ke klesajícmu počtu rozsudků podle § 175.
1. listopadu 1969 byl přijat nový trestní zákoník, který zrušil naprostý zákaz homosexuálních styků mezi muži a ponechal trestné jen ojedinělé případy: styk s osobou mladší 21 let, homosexuální prostituce a zneužití postavení ve službě, práci nebo vztahu, které od roku 1935 upravoval § 175a. Zároveň vypadl § 175b týkající se zoofilie.
Změna vytvořila zvláštní skupiny případů: pokud byly obě osoby starší 21 let (tehdy věk plnoletosti) nebo byli oba mladší 18 let, nemohli být trestáni. Pokud byl jeden muž starší 21 a druhý mladší, byl potrestán pouze plnoletý. Pokud byli oba mezi 18 a 21 lety, byli potrestáni oba. Žen se toto opatření i nadále netýkalo. Navíc soud mohl upustit osobě mladší 21 let trest, což situaci ještě znepřehlednilo. Pro legální heterosexuální pohlavní styk byla i nadále hranice 14 let. 23. listopadu 1973 byla provedena komplexní reforma sexuálních trestných činů. V § 175 zůstal trestný sex s nezletilými, přičemž ochranný věk pro homosexuální styk klesl z 21 na 18 let. Sexuálních kontaktů mezi ženami se ani tato změna v trestním zákoně netýkala.
V roce 1986 předložil ve spolkovém sněmu první otevřeně homosexuální poslanec Herbert Rusche spolu se stranou zelených návrh na zrušení § 175 s tím, že věk pro legální homosexuální pohlavní styk má být stejný jako u heterosexuálního, tj. 14 let. Návrh však neprošel.
Jako součást právního srovnání obou německých států při jejich slednocení měl spolkový sněm rozhodnout, zda § 175 trestního zákona vyškrtnout nebo v jeho stávající podobě rozšířit i na nové spolkové země. V roce 1994 s uplynutím lhůty pro právní vyrovnání bylo rozhodnuto, také s ohledem na změny ve společnosti, § 175 zrušit. 29. novela trestního zákona vstoupila v platnost 11. června 1994, čímž přestal být homosexuální styk v Německu trestný. Absolutní ochranný věk pro všechny sexuální styky byl jednotně stanoven na 14 let.

## Částečná rehabilitace obětí
Symbolicky 17. května (17.5. = 175) rozhodl spolkový sněm v roce 2002 o doplnění zákona o zrušení národního socialismu tak, že rozsudky proti homosexuálům a dezertérům z wehrmachtu v období národního socialismu byly prohlášeny za neplatné. Nicméně rozsudky z let 1945 až 1969, byť byly vyneseny na základě nacistické novely z roku 1935, zůstaly přesto v platnosti.